# Arbeitsgericht Heilsberg
Das Arbeitsgericht Heilsberg war ein preußisches Arbeitsgericht mit Sitz in Heilsberg.

## Geschichte
Gemäß Arbeitsgerichtsgesetz vom 23. Dezember 1926 wurden in Deutschland Arbeitsgerichte gebildet. Diese waren nur in der ersten Instanz unabhängig, die Landesarbeitsgerichte waren den Landgerichten zugeordnet. Am Landgericht Königsberg entstand so 1927 das Landesarbeitsgericht Königsberg als einziges Landesarbeitsgericht im Bezirk des Oberlandesgerichtes Königsberg. In Heilsberg entstand das Arbeitsgericht Heilsberg. Sein Sprengel umfasste die Bezirke der Amtsgerichte Heilsberg, Bischofsburg, Bischofstein, Guttstadt, Rößel und Seeburg. Es bestand eine Kammer für Arbeiter und Angestellte. Die zuständige Kammer für Handwerk war beim Arbeitsgericht Bartenstein eingerichtet.
Im Jahre 1945 wurde der Arbeitsgerichtsbezirk unter polnische Verwaltung gestellt, und die deutschen Einwohner wurden vertrieben. Damit endete auch die Geschichte des Arbeitsgerichts Heilsberg.